# Zuidkempense Pijl
La Zuidkempense Pijl (en français : Flèche de la Campine du Sud) est une course cycliste belge disputée autour de la commune de Mol, dans la province d'Anvers.
L'édition 2020 est annulée à cause de la pandémie de Covid-19.

## Palmarès
| Année     | Vainqueur               | Deuxième               | Troisième               |
| --------- | ----------------------- | ---------------------- | ----------------------- |
| 1962      | Jozef Boons             |                        |                         |
| 1963      | Roger Van Dael          |                        |                         |
| 1964      | Harm Ottenbros          |                        |                         |
| 1965      | Jules Marinus           |                        |                         |
| 1966      | Jos Van Hout            |                        |                         |
| 1967      | Willy Van Uytsel        |                        |                         |
| 1968      | Martin Peters           |                        |                         |
| 1969      | Marcel Omloop           |                        |                         |
| 1970      | Marcel Sannen           |                        |                         |
| 1971      | Guido Van Sweevelt      |                        |                         |
| 1972      | F. Dierickx             |                        |                         |
| 1973      | Florimond Van Hooydonck |                        |                         |
| 1974      | Florimond Van Hooydonck |                        |                         |
| 1975      | Raymond Smeyers         |                        |                         |
| 1976      | Florimond Van Hooydonck |                        |                         |
| 1977      | Raymond Smeyers         |                        |                         |
| 1978      | Benjamin Vermeulen      |                        |                         |
| 1979      | Gino Ammerlaan          |                        |                         |
| 1980      | Peter Heeren            |                        |                         |
| 1981      | Eddy Cochet             |                        |                         |
| 1982      | Stefan Aerts            |                        |                         |
| 1983      | Eddy Cochet             |                        |                         |
| 1984      | Eddy Cochet             |                        |                         |
| 1985      | Eddy Cochet             |                        |                         |
| 1986      | Wilfried Peeters        |                        |                         |
| 1987      | Jan Vervecken           |                        |                         |
| 1988      | Jan Vervecken           |                        |                         |
| 1989      | Eddy Van Hoof           |                        |                         |
| 1990      | Glenn Huybrechts        |                        |                         |
| 1991      | K. Sels                 |                        |                         |
| 1992      | Gert Van Brabant        |                        |                         |
| 1993      | Yvan Segers             |                        |                         |
| 1994      | Jurgen van Pelt         |                        |                         |
| 1995      | Marc van Grinsven       |                        |                         |
| 1996      | Sam Quinn               |                        |                         |
| 1997      | Christof Mariën         |                        |                         |
| 1998      | Steven Van Olmen        | Jehudi Schoonacker     | Wesley Theunis          |
| 1999      | Kristof Gryson          | Jehudi Schoonacker     | Kim Van Bouwel          |
| 2000      | Tom Boonen              | Hans Dekkers           | Yoeri Beyens            |
| 2001      | Tom Boonen              | Jurgen Van Loocke (nl) | Gert Steegmans          |
| 2002      | Nick Nuyens             | Joost Posthuma         | Michiel Elijzen         |
| 2003      | Pas organisé            | Pas organisé           | Pas organisé            |
| 2004      | Tom De Meyer            | Wesley Bellen          | Andries Verspeeten      |
| 2005      | Kristof De Beule        | Maxime Vantomme        | Daniel Verelst          |
| 2006      | Jurgen François         | Pieter Vanspeybrouck   | Francesco Ginanni       |
| 2007      | Dave Bruylandts         | Bert De Backer         | Enrico Montanari        |
| 2008      | Bjorn Coomans           | Jef De Boeck           | Peter Aerts             |
| 2009      | Fréderique Robert       | Guillaume Boivin       | Adam Blythe             |
| 2010      | Dries Depoorter         | Fréderique Robert      | Kenneth Vanbilsen       |
| 2011      | Clinton Avery           | Tim Wellens            | Jo Maes                 |
| 2012      | Floris Smeyers          | Loïc Pestiaux          | Sean De Bie             |
| 2013      | Florent Mottet          | Paco Ghistelinck       | Boris Vallée            |
| 2014      | Timothy Stevens         | Michael Goolaerts      | Bert Van Lerberghe      |
| 2015      | Benjamin Verraes        | Maxime Farazijn        | Timothy Stevens         |
| 2016      | Timothy Stevens         | Lawrence Naesen        | Jelle Mannaerts         |
| 2017      | Mathias Van Gompel      | Jasper Philipsen       | Stijn De Bock           |
| 2018      | Gerben Thijssen         | Sasha Weemaes          | Dries Vastmans          |
| 2019      | Stijn Daemen            | Arne Marit             | Cédric Beullens         |
| 2020-2021 | annulé                  | annulé                 | annulé                  |
| 2022      | Oliver Robinson         | Lander Scheers         | Warre Vangheluwe        |
| 2023      | Jonathan Vervenne       | Gianluca Pollefliet    | Andrea Raccagni Noviero |
| 2024      | Liam Van Bylen          | Senne Hulsmans         | Joes Oosterlinck        |
| 2025      | Zeno Moonen             | Liam Van Bylen         | Wout Joore              |